# Alexandr Chinčin
Alexandr Jakovlevič Chinčin, rusky Алекса́ндр Я́ковлевич Хи́нчин, (19. července 1894, Kondrovo – 18. listopadu 1959, Moskva) byl sovětský matematik významný především svou prací v oblasti teorie pravděpodobnosti.
Narodil se v Kondrovu v Kalužské gubernii v Ruském impériu. Studoval od roku 1911 Lomonosovovu univerzitu, kde se stal jedním z žáků Nikolaje Luzina. Studium ukončil v roce 1916 a v roce 1922 se stal na téže univerzitě profesorem. Od roku 1939 byl korespondenčním členem Akademie věd Sovětského svazu.